# Solanum olgae
Solanum olgae là loài thực vật có hoa trong họ Cà. Loài này được Pojark. miêu tả khoa học đầu tiên năm 1955.